# Santana Motor
Santana Motor S.A. war ein Geländefahrzeughersteller in Linares, Provinz Jaén in Spanien.

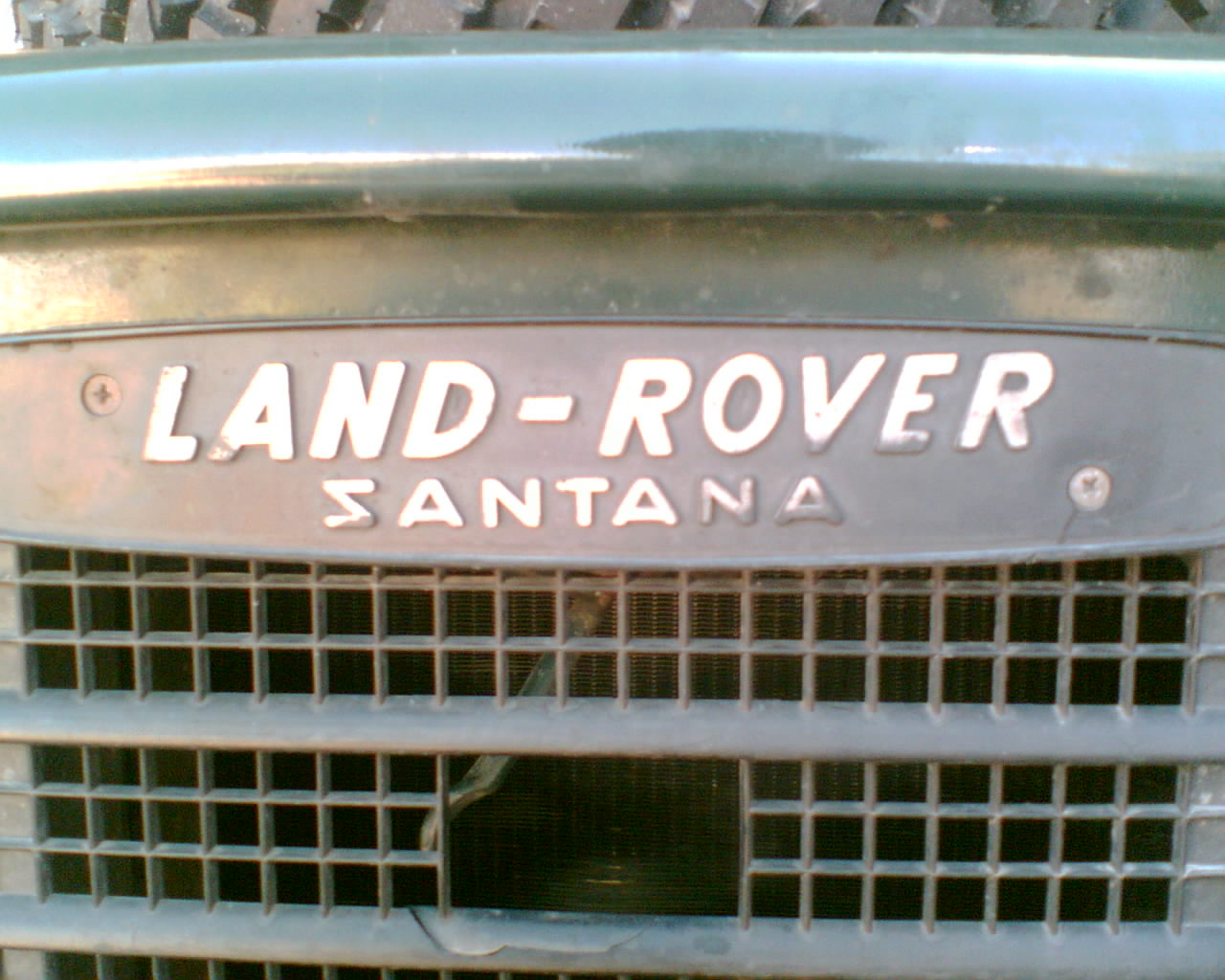
Santana Logo an einem 88″

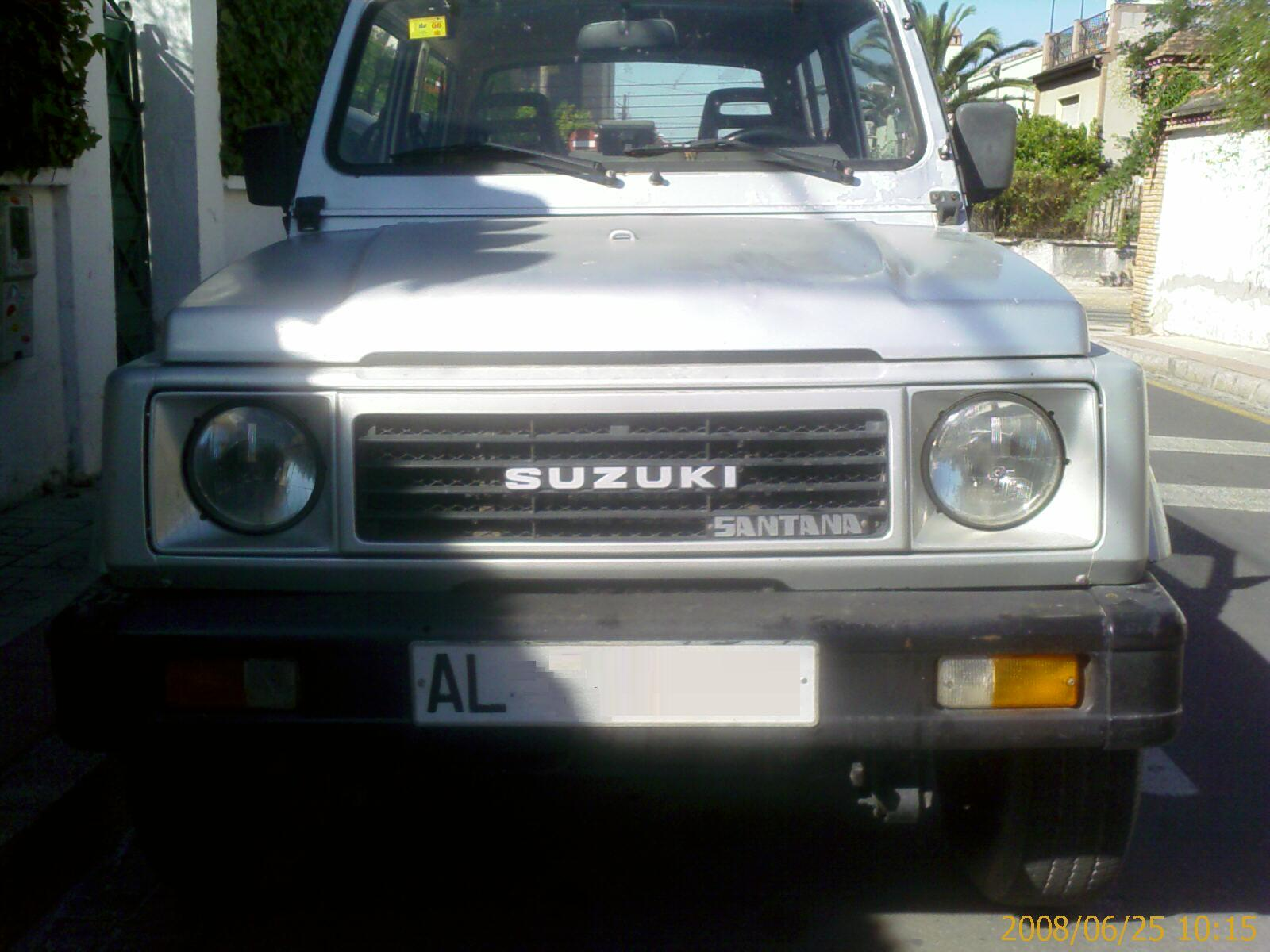
Suzuki SJ 413-Front

## Geschichte
1955 unter dem Namen Metalúrgica de Santa Ana für den Bau von Landmaschinen gegründet, wandelte sich die Fabrik 1956 zu einem Lizenzhersteller der zweiten Land Rover Series. Der Santana war ein Lizenzbau des Land Rover, der weitgehend ohne Zulieferung von Teilen aus dem Stammwerk gefertigt wurde. Santana produzierte diverse Modelle und war auch außerhalb Spaniens unter Landwirten sowie Viehzüchtern äußerst beliebt.
Konkurrenten gab es zu dieser Zeit auf dem heimischen Markt kaum, da Santana der einzige Geländewagenproduzent Spaniens war. Mitbewerber für den PKW-Sektor waren allesamt Lizenznehmer bzw. Joint-Ventures ausländischer Unternehmen, u. a. von Renault (in Spanien FASA), Citroën, Fiat (in Spanien Seat). Der Grund hierfür lag darin, dass während der Franco-Zeit hohe Zölle und Importkontingente den Import ausländischer Neuwagen beinahe unmöglich machten und der spanische Markt für eigenständig entwickelte Produktlinien sehr klein gewesen wäre.
1958 rollten parallel zum Modellwechsel bei Land Rover die ersten Series-II-Modelle in Linares aus den Werkshallen: 88″- und 109″-Hardtops mit den 2-Liter-Benzin- und -Dieselmotoren. 1962 begann der Export. Schwerpunkt waren nordafrikanische und lateinamerikanische Staaten. Die Einführung des 2,25-Liter-Dieselmotors war der letzte direkte Entwicklungstransfer von England nach Spanien. 1968/69 wurde das sichtbar: Der 88″ Lightweight und der 109″ One-ton kamen zwar gleichzeitig mit den britischen Modellen auf den Markt, aber mit einigen Unterschieden: der Land Rover 1300 war ein Forward Control mit anderen Karosserieteilen.
1972 wanderten die Scheinwerfer aufgrund veränderter Gesetzgebung nach außen in die vorderen Kotflügel. 1976 wurde der 3,5-Liter-6-Zylinder-Motor vorgestellt. Der Ersteinsatz des Benziners erfolgte in der einzigen zivilen Variante des 101″ Forward Control. Im Jahr darauf folgten die Standardmodelle mit Benzin- und Dieselausführung, die Leistungsdaten waren für die mittleren 1970er Jahre beeindruckend: 104 PS/245 Nm für den Benziner und 95 PS/211 Nm für den Diesel. Des Weiteren erfolgte eine Innovation, die erst Jahre später bei Land Rover eingeführt wurde: Der Kühlergrill rückte wegen der 6-Zylinder-Motoren nach vorne und die einteilige Windschutzscheibe hielt Einzug.
1981 wurde der Santana 2000 als massiv überarbeiteter 101″ Forward Control vorgestellt, der eine Nutzlast von 2 Tonnen aufwies. 1982 folgte der „Cazorla“ – optisch fast ein Defender, mit 6-Zylinder-Motor, Overdrive-Getriebe, Servolenkung und drei Scheibenwischern auf der vergrößerten einteiligen Frontscheibe. Durch den Wegfall der Lüftungsklappen unter der Frontscheibe konnte das Armaturenbrett komplett neu gestaltet werden.
1983 wurde die Zusammenarbeit mit Land Rover beendet und mit der Serie 2500 wesentliche Änderungen an den existierenden Modellen durchgeführt. Mit dem „Super T“ wurde unter anderem die erste turbogeladene Variante des 2,25-Liter-Dieselmotors, mit einer Leistung von 75 PS und einem Drehmoment von 180 Nm, eingeführt – drei Jahre vor dem britischen Turbodiesel. Der Wechsel zu den wesentlich weicher ansprechenden Parabelfedern legte die Basis für eine zeitgemäße Weiterentwicklung des robusten Blattfederfahrwerks.
1986 begann dann die Produktion der Suzuki-Modelle Jimny und Samurai, da auch andere Hersteller von Geländewagen sich in Spanien positionierten. Wegfall bzw. Senkung der spanischen Importzölle erleichterten dies auch Mitsubishi und Toyota. 1991 stieg Suzuki bei Santana als Mehrheitseigner ein, die Firma hieß seitdem Santana Motors. 1994 endete die Produktion des Santana 2500.
1995 ging die Aktienmehrheit nach Spanien zurück. Die Regionalregierung von Andalusien ermöglichte der Firma eine Existenz, die über die „verlängerte Werkbank“ hinausging. 1998 wurde im Vorstand „grünes Licht“ für ein Nachfolgemodell des Santana 2500 gegeben. Dem vorausgegangen waren wiederholte Anfragen von Militär und Großkunden, die eine Weiterführung der Produktion des 2500 verlangten. Die Vorgaben waren, ein wirtschaftliches Mehrzweckfahrzeug zu entwickeln, das auf den bewährten Komponenten der Vergangenheit aufbaute, aber an aktuelle Kundenwünsche angepasst war.
1999 wurde dann das Konzept des PS-10 mit einem 2.800 cm³-Motor von Iveco und erheblichen Änderungen an der Mechanik und Karosserie vorgestellt, 2002 begann die Produktion des PS-10. Seit Oktober 2004 wurde auch eine Pick-Up-Version mit langem Radstand angeboten. Ende 2008 begann die Produktion des Offroaders Iveco Massif auf Basis des Santana PS-10 mit dem 176 PS starken Dieseltriebwerk des Iveco Daily.

## Ende von Santana
Mit dem Ende der Zusammenarbeit mit Suzuki und der neuen Zusammenarbeit mit Iveco wurde ebenfalls die Lizenzfertigung und Vermarktung von Suzukifahrzeugen beendet.
Als Konsequenz aus dem Abbruch der Geschäftsbeziehungen zwischen Suzuki und Santana erklärte Suzuki, dass es sich bei den
Lizenzfertigungen nicht um Suzukis, sondern um Santanas handele, für die Suzuki keinen Support anbiete.
Diese Entscheidung stellt sich für die Besitzer von Fahrzeugen, die ausschließlich bei Santana gefertigt wurden, als besonders schwerwiegend dar, da so die Versorgung mit Ersatzteilen nicht sichergestellt ist. Besonders betroffen hiervon sind die Cabrioausführungen des Suzuki Jimny. Dies ist besonders ärgerlich, da gerade die bei Santana gefertigten Jimnys unter stark schwankender Verarbeitungsqualität und starker Korrosion leiden.
Die von Santana hergestellten Fahrzeuge haben eine Fahrgestellnummer, die mit "VSE..." beginnt.
Außerdem behielt Suzuki das Vertriebsnetz. Dies bedeutete für Santana, dass die hergestellten Fahrzeuge nicht mehr wie zuvor vertrieben werden konnten.
Da die Verkaufszahlen des Iveco Massif nicht die Erwartungen erfüllten, beendete Iveco die Zusammenarbeit 2010.
Im Jahr 2011 beschloss der Unternehmensbesitzer, die Regierung von Andalusien, das Ende von Santana Motors, beendete die Firmenaktivitäten und schloss das Automobilwerk.

## Ehemalige Produktpalette

### Santana Anibal/Santana PS-10

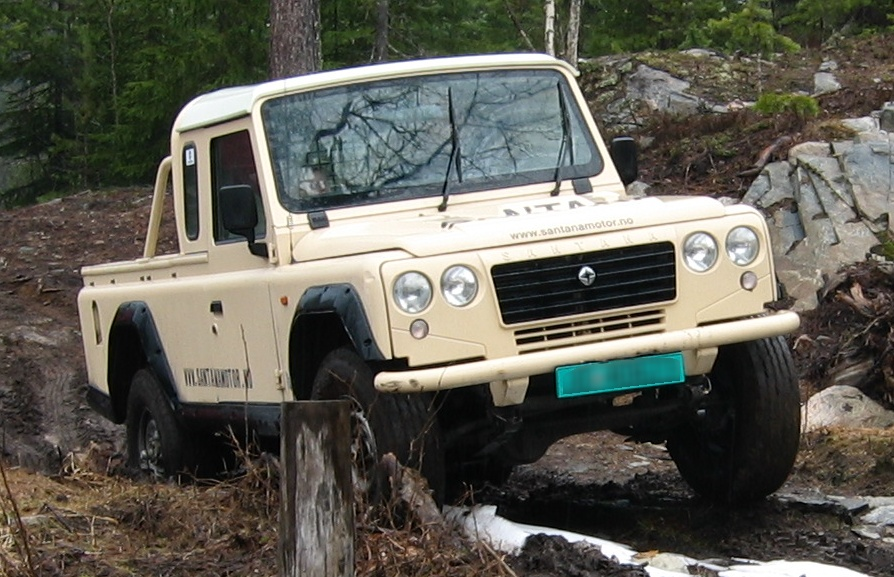
Santana PS10 Frontansicht

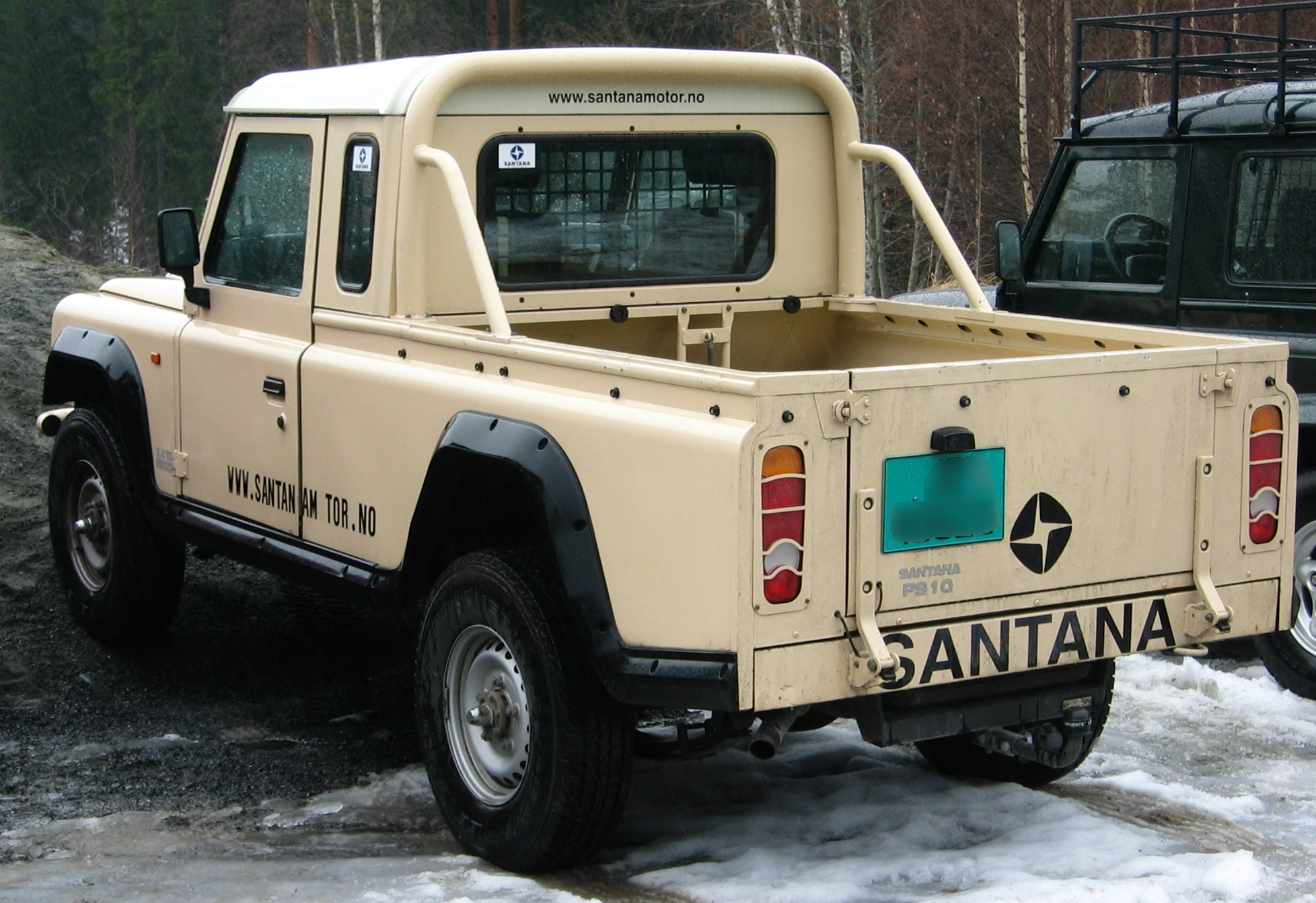
Santana PS10 Heckansicht

Ab 2002 wurde von Santana der Santana Anibal, in anderen Märkten auch als Santana PS-10 bezeichnet, produziert. Dieses Modell stellte eine Weiterentwicklung des Santana 2500 dar und wurde auch in großer Stückzahl vom Spanischen Heer geordert.
2008 wurde die Produktion zu Gunsten des Iveco Massif eingestellt, der wiederum eine optische und technische Überarbeitung des Anibal darstellt.
Angetrieben wird der Anibal/PS-10 Euro II von einem Dieselmotor mit Turbo Intercooler von Iveco (8140.43P) mit einer mechanischen Einspritzung, 2.800 cm³ auf 4 Zylinder, 78 KW/106 PS bei 3.600/min, 180 Nm bei 1.800/min.
Der Anibal/PS-10 Euro III/Militar wird ebenfalls von einem Dieselmotor mit Turbo Intercooler Iveco (8140.43P) mit einer Common-Rail-Einspritzung, 2.800 cm³ auf 4 Zylinder, 92 kW/125 PS bei 3.300/min, 275 Nm bei 1.800/min angetrieben.

### Santana 300/350

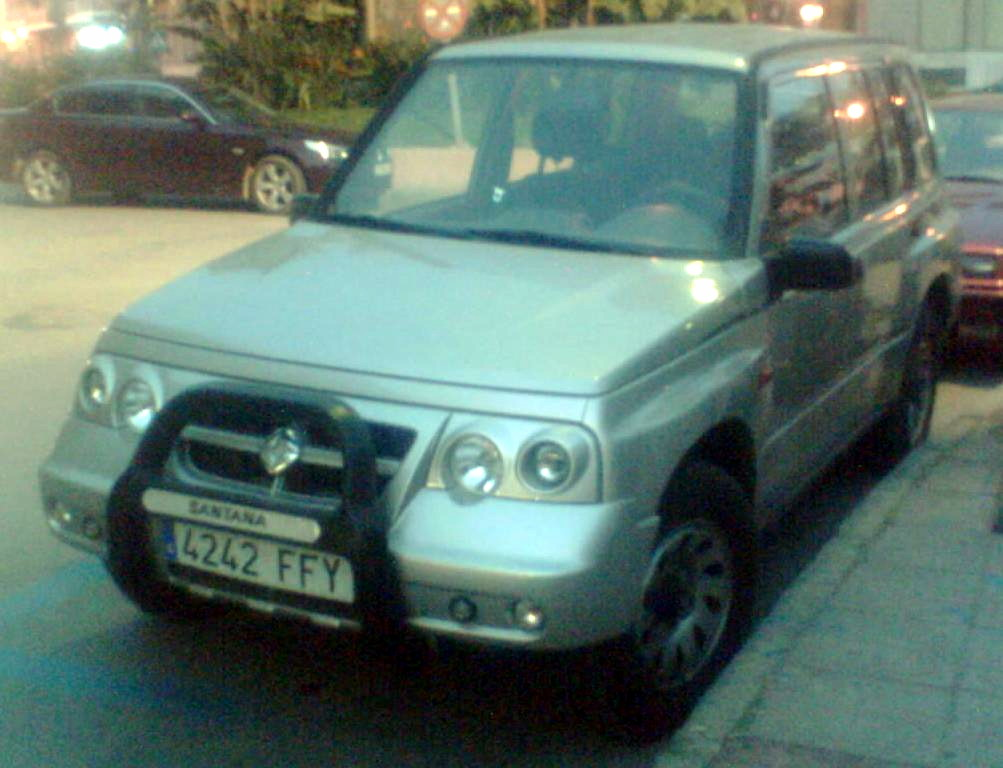
Santana 350 Frontansicht

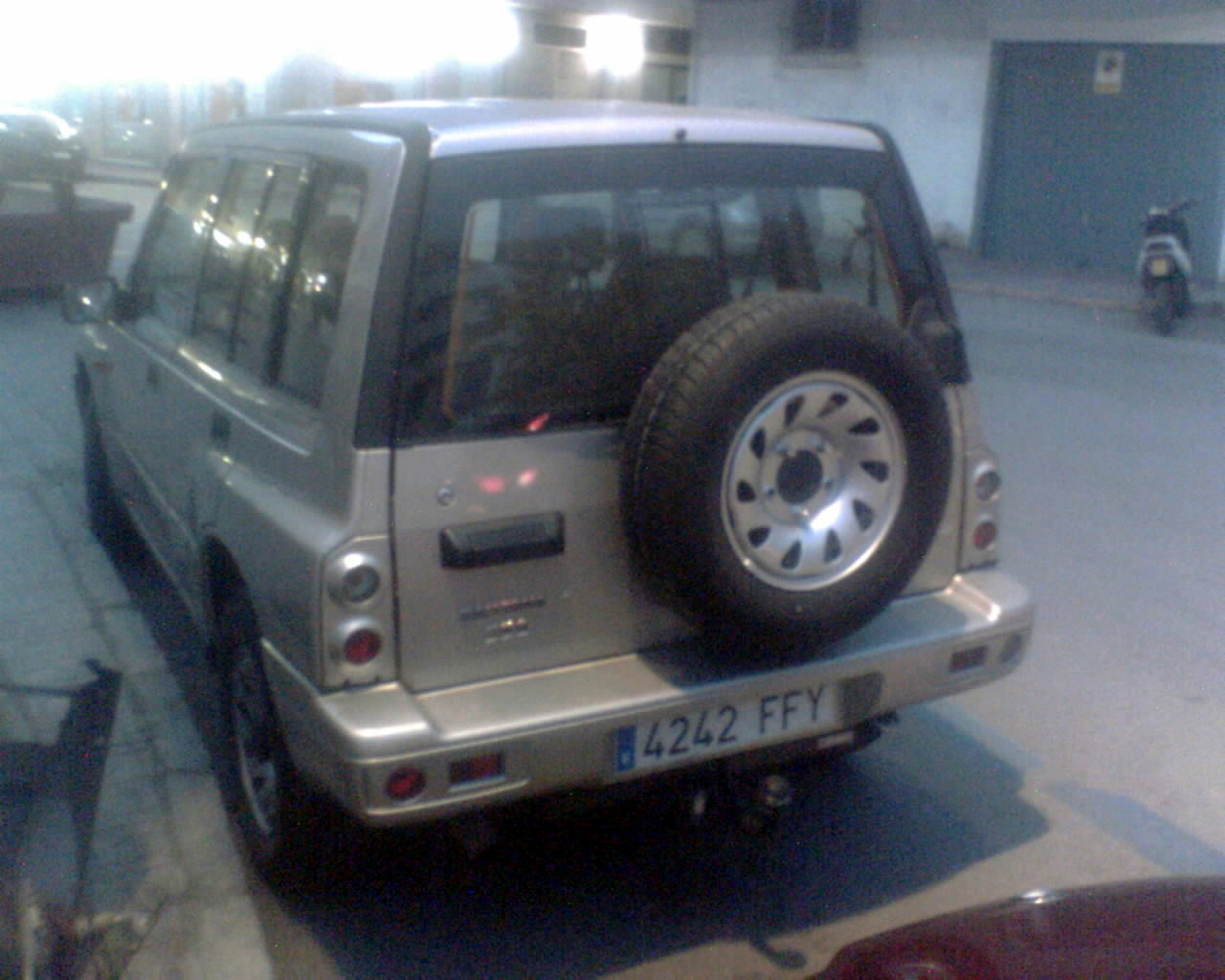
Santana 350 Rückansicht

Der 300er ist ein 2-türiger Viersitzer, der 350er ist ein 4-Türer mit 5 Sitzen. Beide sind Lizenzfertigungen auf Basis des Suzuki Vitara.
Angetrieben wird der Santana 300/350 von einem Common-Rail-Dieselmotor vom Typ DW10TD bei 1.997 cm³ (4 Zylinder). Die Leistung beträgt 64 kW bei 4000 min−1, 160 Nm bei 1700 min−1
Als Ausstattungsvarianten gibt es Lujo sowie Superlujo. Diese haben folgende Merkmale:
Lujo: Halogenscheinwerfer, Servolenkung, elektrische Fensterheber, Klimaanlage, Fahrer- sowie Beifahrerairbag, Steinschutz für Scheinwerfer, Heck- sowie Allradantrieb, Vinylstoff-bezogene Türen, Alufelgen (Bei Lujo aufpreispflichtig möglich).
Superlujo hat weitere zu den oben genannten Ausstattungsextras in Serie elektronische Klimaanlagensteuerung, geformte, mit Vinylstoff bezogene Türen, Kotflügelverbreiterung sowie Schweller in Wagenfarbe, lederbezogenes Lenkrad, Alufelgen.
Santana fertigte bis 2010 für Iveco den Massif, der allerdings nur über das Iveco-Händlernetz vertrieben wurde.